# Grudno
Grudno (niem. Petersgrund) – wieś w Polsce położona w województwie dolnośląskim, w powiecie jaworskim, w gminie Bolków, na pograniczu Pogórza Kaczawskiego i Pogórza Wałbrzyskiego w Sudetach.
W latach 1975–1998 miejscowość administracyjnie należała do województwa jeleniogórskiego.

## Gospodarka i turystyka
Grudno zalicza się do miejscowości agroturystycznych. Na terenie wsi działa też rozlewnia niskozmineralizowanej wody źródlanej oraz zakład bednarski. Znajduje się tam także stare wyrobisko wapienia.